# Oxystegus khasianus
Oxystegus khasianus là một loài rêu trong họ Pottiaceae. Loài này được (Mitt.) Gangulee mô tả khoa học đầu tiên năm 1964.